# Navistar
Navistar, Inc. er en amerikansk producent af lastbiler og dieselmotorer. Virksomheden blev etableret i 1986, som en efterfølger til International Harvester. De fremstiller også busser under IC Bus-mærket. I 2021 blev Navistar et heltejet datterselskab til Traton, og det er derfor en del af Volkswagen Group.
Navistar har hovedkvarter i Lisle, Illinois og ca. 13.000 ansatte på verdensplan.